# Алгайский
Алгайский — посёлок в Новоузенском районе Саратовской области России, административный центр сельского поселения Алгайское муниципальное образование.

## География
Посёлок расположен в степи южнее города Новоузенск.

## История
Основан в 1929 году. В 1932 году в посёлке открыта начальная школа (с 1968 года — восьмилетняя школа, с 1982 года — средняя школа).
На административной карте Саратовской области 1956 года отмечен как совхоз № 14
Указом Президиума Верховного Совета РСФСР 19 октября 1984 года посёлок центральной усадьбы совхоза «Алгайский» переименован в посёлок Алгайский.

## Население
Динамика численности населения по годам:
| 2002 |
| ---- |
| 1166 |

| 2002 | 2010  |
| ---- | ----- |
| 1276 | ↘1145 |

Национальный состав
Согласно результатам переписи 2002 года большинство населения составляли русские (59 %) и казахи (33 %).